# 克羅伊城堡

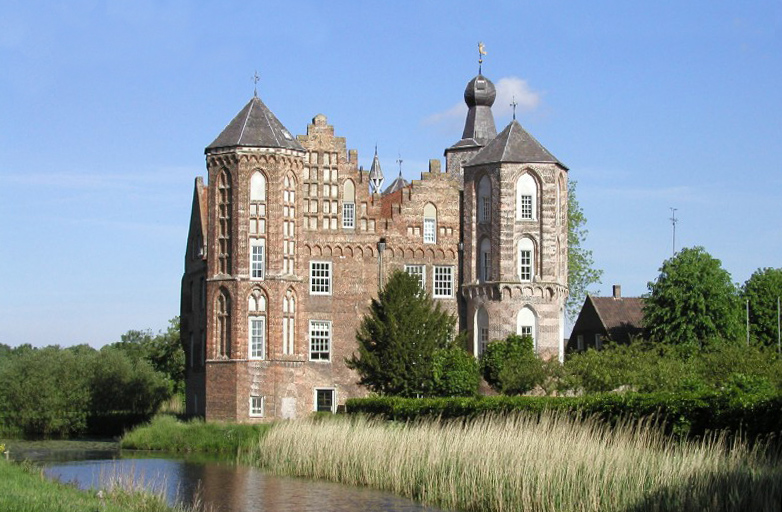

克羅伊城堡（Croy Castle）是荷蘭的一座城堡，位於北布拉班特省的拉爾比克。城堡很可能修建於15世紀。現在這座城堡被作為辦公樓使用。自1795年開始，這座城堡還曾作為啤酒廠使用。 

## 外部連結
- Croy castle (Dutch)